# Tabarin

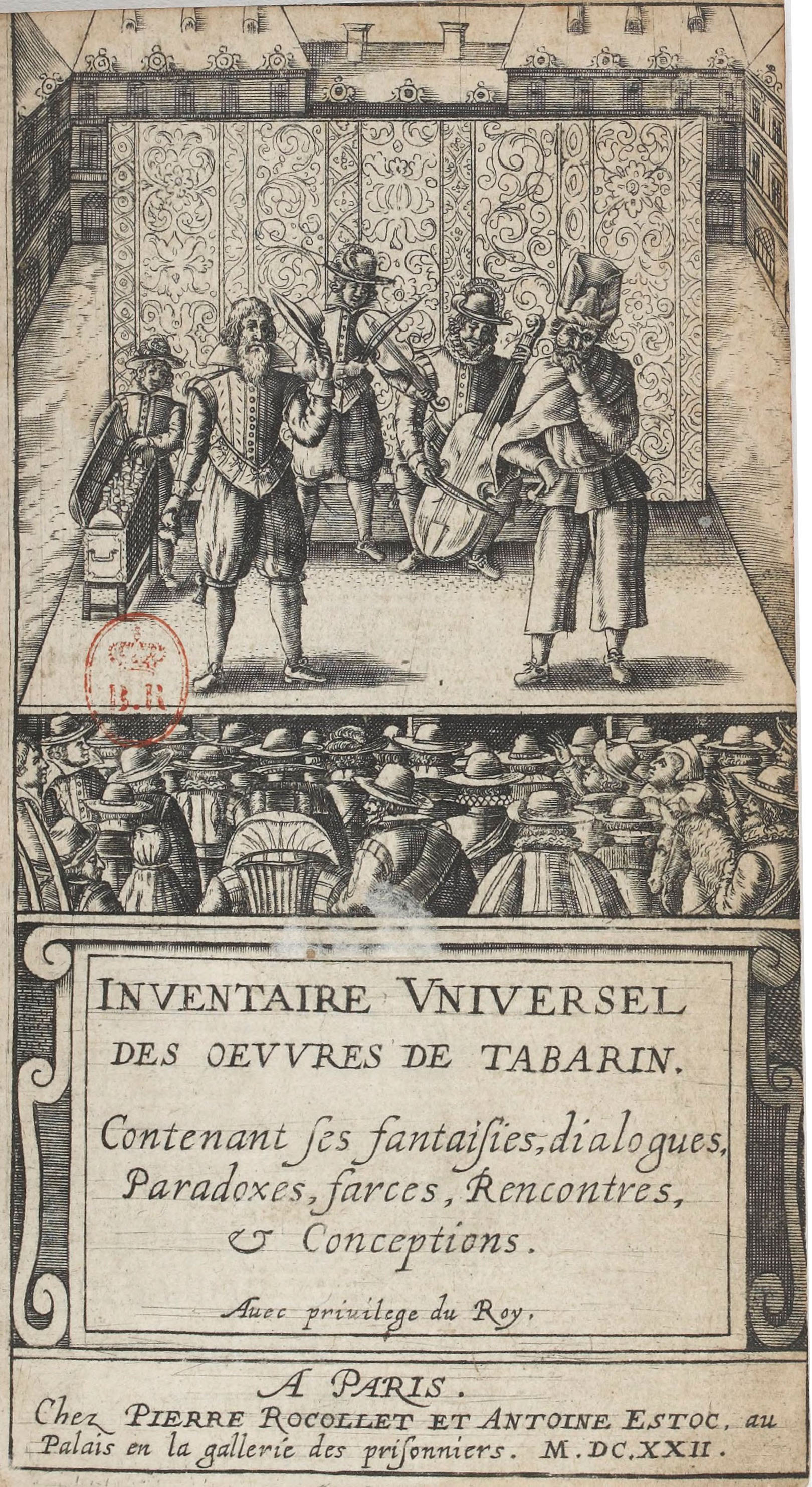
Tabarin (rechts) und Mondor. Titelbild der Werkausgabe von 1622

Tabarin ist eine stehende Rolle oder Lustige Person des Pariser Jahrmarktstheaters seit dem Beginn des 17. Jahrhunderts, die vor allem mit dem Schauspieler Antoine Girard (1584–1633) verbunden war.

## Charakterisierung
Der Name stammt vom Erkennungszeichen dieser Figur ab, einem rockähnlichen Mantel namens tabard (auf Deutsch Tappert), der um 1600 unmodern war. Tabarin ist der Diener seines Herrn Mondor, gespielt von Girards Bruder Philippe, und betätigt sich auch als Scharlatan. Die grob-komischen Nummern des Komikerpaars wurden tabarinades genannt, von denen eine Auswahl 1622 im Druck erschien (Nachdruck 1858). Girard gilt als Schöpfer der Figur, sie wurde nach dem Rückzug der Brüder aus der Unterhaltungsszene 1624 aber auch von anderen Darstellern verkörpert, was sich vor allem daraus ersehen lässt, dass sie noch Generationen lang im Gespräch blieb.

## Historische Bedeutung

### Gegenbild der französischen Klassik
Tabarin hat insofern historische Bedeutung, als er den Schöpfern der Französischen Klassik im Vorfeld der Gründung der Académie française 1635 als Gegenbild diente: als Inbegriff einer tief gesunkenen Unterhaltungskultur, von der sich eine verfeinerte höfische Kultur mit der Orientierung an antiken Vorbildern abgrenzen müsse. In diesem Sinne wird Tabarin von Jean Chapelain oder Nicolas Boileau angeführt. Als Beispiel für die kritisierte Art des Humors zitiert William Driver Howarth einen Dialog, in dem Tabarin auf die Frage, warum Frauen größere Brüste hätten als Männer, die Antwort gibt, dass der Amboss größere Masse haben müsse als der Hammer, was jeder Handwerker bestätigen könne.
Boileau empfahl den Poeten, Trivialitäten zu vermeiden, damit der Parnass nicht die Sprache der Markthallen spreche und Apollon nicht zum travestierten Tabarin werde (L’Art poétique, v. 86). Der deutsche Hanswurststreit hat hundert Jahre später eine gewisse Ähnlichkeit mit dieser Kontroverse.
Jean de la Fontaine erwähnt Tabarin in seiner Fabel Das Schwein, die Ziege und der Hammel (8. Buch, 12. Fabel) als städtische Unterhaltung für die Landbevölkerung. Der Literaturhistoriker Gustave Lanson vermutete in einer Zeit, als man französische Nationalkultur eher in der populären als in der höfischen Unterhaltung erkennen wollte, einen Einfluss der Tabarin-Figur auf die Komödien Molières.

### Medizingeschichtliche Aspekte
Girard, der Darsteller des Tabarin, verkaufte Arzneien, wie es bis ins 18. Jahrhundert hinein zum Handwerk der Schauspieler gehörte, die auch als Zahnärzte arbeiteten wie Josef Anton Stranitzky oder Glieder amputierten. Die Distanzierung der französischen Klassik von Tabarin bedeutete auch eine Abwendung von der Scharlatanerie. Die Brandmarkung des Scharlatans und des Komödianten, wie sie etwa in Molières Der eingebildete Kranke (1673) geschah, ebnete gleichermaßen den Boden für eine Anerkennung der Pharmazie bzw. der praktischen Medizin und der Schauspielerei als rechtschaffene Künste (Vanitas-Überwindung), wie sie sich im 18. Jahrhundert vollzog.

### Namensgeber
Nach Tabarin war die Pariser Music Hall Bal Tabarin im 9. Arrondissement benannt, die 1904–1953 bestand. Berühmtheiten wie Maurice Chevalier oder Edith Piaf waren auf dieser Bühne zu sehen. Ein gleichnamiger amerikanischer Film von Philip Ford machte sie 1952 zum Schauplatz. Auch in Wien gab es im St. Annahof zeitweise ein Etablissement Tabarin.
Nach dem von deutschen Offizieren frequentierten Vergnügungslokal Bal Tabarin im seit 1940 besetzten Paris war die britische militärische Operation Tabarin 1943 benannt, die nach dem Zweiten Weltkrieg zu den geographischen Bezeichnungen Tabarin-Halbinsel und Mondor-Gletscher geführt hat.